# Joseph zu Salm-Reifferscheidt-Dyck
Joseph Franz Maria Anton Hubert Ignatz Fürst und Altgraf zu Salm-Reifferscheidt-Dyck, född 4 december 1773 på slottet Dyck nära Neuss, död 21 mars 1861 i Nice, var en tysk botaniker.
Salm-Reifferscheidt-Dyck var ägare av stora domäner kring slottet Dyck, anlade där en stor park med en botanisk trädgård och odlade suckulenter, framför allt kaktusväxter och aloearter. Sedan han efter Rhenlandets annektering av Napoleon I blivit medlem av lagstiftande kåren i Paris, delade han sin tid mellan lagstudiet och utforskningen av de då ofullständigt kända kaktusväxterna. 
Salm-Reifferscheidt-Dyck utgav i flera omgångar Plantæ succulentæ Horti Dyckensis (1816 ff.), Observationes botanicæ in Horto Dyckensi notatæ (1820 ff.) och Index plantarum succulentarum in H.D. cultarum (1822 ff.) samt Hortus Dyckensis (1834), en stor katalog med 7 468 arter. Hans framgångsrika kaktéstudier utkom under titeln Cacteæ in H.D. cultæ (1841, 1844 och 1849, med över 700 former). Dessutom skrev han Monographia generum Aloës et Mesembryanthemi (1–7, 377 tavlor, 1836–63).
Auktorsnamnet Salm-Dyck kan användas för Joseph zu Salm-Reifferscheidt-Dyck i samband med ett vetenskapligt namn inom botaniken; se Wikipediaartiklar som länkar till auktorsnamnet.